# Emanuela (Lied)
Emanuela ist ein Lied der deutschen Hip-Hop-Band Fettes Brot. Das Stück ist die erste Singleauskopplung aus ihrem fünften Studioalbum Am Wasser gebaut.

## Entstehung und Artwork
Geschrieben wurde das Lied von den drei Fettes-Brot-Mitgliedern Boris Lauterbach, Björn Warns und Martin Vandreier; in Zusammenarbeit mit DJ exel. Pauly arrangierten sie auch das Stück. Produziert wurde die Single durch Björn Beton, der zugleich auch für das Drum Programming verantwortlich war. Gemastert wurde das Stück von Sterling Sound in New York City, unter der Leitung von Chris Gehringer. Abgemischt wurde das Lied von Sebi Professionell. Die Single wurde unter den Musiklabel FBS (Fettes Brot Schallplatten) veröffentlicht und durch Indigo vertrieben. Auf dem schwarz-weißen Cover der Maxi-Single sind – neben Künstlernamen und Liedtitel – die drei Mitglieder von Fettes Brot, die von einer Kante springen, zu sehen. Geschossen wurde das Coverbild von Jan-Christoph Schultchen, das Artwork stammt von Felix Schlüter.

## Veröffentlichung und Promotion
Die Erstveröffentlichung von Emanuela erfolgte am 14. Februar 2005 in Deutschland, Österreich und der Schweiz. Die Maxi-Single beinhaltet neben der Radioversion eine Instrumental- und Remixversion zu Emanuela, sowie das Lied Schrottheimer und ein Instrumental zu diesem, als B-Seite. Neben der CD-Veröffentlichung folgte zeitgleich die Veröffentlichung einer limitierten 12"-Vinylplatte und diverser Promo-CDs, die sich allesamt durch die Anzahl und Auswahl ihrer B-Seiten unterscheiden.
Aufgrund der großen Nachfrage nach Klingeltönen von Emanuela vereinbarte die Band mit der Firma Jamba, dass das Stück als Klingelton zur Verfügung gestellt würde. Der Vertrag untersagte Jamba, das Lied für Werbezwecke zu verwenden. Die Firma hielt sich allerdings nicht daran und warb in diversen Werbebeiträgen im Fernsehen mit dem Klingelton zu Emanuela. Ebenso seien alle mono- und polyphonen Klingeltöne, die verkauft wurden, nicht von der Band genehmigt worden. Sie veröffentlichte daher auf der ersten Edition von Am Wasser gebaut Klingeltöne des Liedes für Mobiltelefone.

### Bundesvision Song Contest 2005
Um das Lied und sich selbst zu bewerben, traten Fettes Brot beim Bundesvision Song Contest 2005 für ihr Heimat-Bundesland Schleswig-Holstein an. Sie belegten mit 130 Punkten den zweiten Rang und mussten sich nur den Siegern von Juli mit ihrem Siegertitel Geile Zeit geschlagen geben. Aus ihrer Heimat Schleswig-Holstein bekamen sie mit 12 Punkten die höchste Punktzahl des Abends, sie bekamen aus allen restlichen Bundesländern mindestens sechs Punkte. Jeder Künstler drehte zu Promotionzwecken einen Wahlwerbespot für die Teilnahme am Bundesvision Song Contest. In diesem zeigen Fettes Brot Sehenswürdigkeiten Schleswig-Holsteins. Während des Liveauftritts nahmen Fettes Brot Bezug auf ihr dazugehöriges Musikvideo und traten zusammen mit einem Spielmannszug auf.
Bis heute konnte sich kein Beitrag für Schleswig-Holstein beim BSC höher platzieren. Im Gegensatz zum BSC war Emanuela in den  Singlecharts (Deutschland, Österreich und Schweiz) erfolgreicher als Geile Zeit von Juli und hielt mit Höchstposition drei bzw. 20 von 2005 bis 2011 den Rekord als „Erfolgreichster Beitrag in den deutschen und Schweizer Singlecharts nach Platzierung“. Diesen Rekord verloren sie in beiden Ländern 2012 an Xavas, die mit dem Titel Schau nicht mehr zurück Position zwei bzw. drei der Charts erreichten. In Österreich erreichte die Single Position eins der Charts und ist bis heute der erfolgreichste Beitrag in den Charts.
Aktuelle Rekorde
- Erfolgreichster Beitrag Schleswig-Holsteins nach Rang und Punkten (Platz 2, 130 Punkte)
- Erfolgreichster Beitrag in den österreichischen Singlecharts nach Platzierung (Position: 1)

Ehemalige Rekorde
- 2005–2011: Erfolgreichster Beitrag in den deutschen Singlecharts nach Platzierung (Position: 3)
- 2005–2011: Erfolgreichster Beitrag in den Schweizer Singlecharts nach Platzierung (Position: 20)
- 2005–2015: Einziger Beitrag mit Gold-Zertifizierung außerhalb Deutschlands (eingestellt von Andreas Bouranis Auf anderen Wegen)

Punktevergabe
|   |    |   |   |   |   |    |   |   |   |   |    |   |   |   |   | Gesamt |
| - | -- | - | - | - | - | -- | - | - | - | - | -- | - | - | - | - | ------ |
| 8 | 10 | 8 | 8 | 8 | 6 | 12 | 8 | 8 | 8 | 6 | 10 | 7 | 7 | 8 | 8 | 130    |

## Inhalt
| „Was weißt denn du von Liebe? Von Liebe weißt du nichts! Dich ham deine Gefühle mal wieder ausgetrickst. Du hältst dich für gefährlich, doch siehst nicht die Gefahr. Das hier ist die Geschichte von Emanuela. Lass die Finger von Emanuela! Lass die Finger von Emanuela! Alle Mädels, alle Jungs sagen No!, Deines Lebens wirst du nicht mehr froh.“ – Refrain, Originalauszug | Der Liedtext zu Emanuela ist mit Ausnahme einer Textpassage und eines Ausrufes in deutscher Sprache verfasst. Es enthält die englischsprachige Textzeile „What goes on?“ (englisch für „Was geht ab?“) und den Ausruf „No!“ (englisch für „Nein“). Bei der Textzeile „What goes on?“ handelt es sich um ein Sample aus Public Enemy No. 1 von der US-amerikanischen Hip-Hop-Gruppe Public Enemy. Der darauf folgende Satz „Kannst du dir das bitte mal vorstell’n“ ist wiederum ein Sample von Deichkinds Limit. Die Musik und der Text wurden gemeinsam von den Fettes-Brot-Mitgliedern Boris Lauterbach, Björn Warns und Martin Vandreier geschrieben beziehungsweise komponiert. Musikalisch bewegt sich das Lied im Bereich des Raps und der Popmusik. Inhaltlich handelt Emanuela von einer verrückten beziehungsweise unerfüllten und romantischen Liebe. Es geht um ein Mädchen, in das alle Jungs verliebt sind, das aber keiner haben kann. Die Strophen werden abwechselnd von den Fettes-Brot-Mitgliedern gerappt, den Refrain singen sie gemeinsam. Die Instrumente wurden von Björn Beton (Bass), Daniel Kramer (Akkordeon, Harmonika und Orgel) und Sven Waje (Spanische Gitarre) eingespielt. In einem Interview gab Lauterbach an, dass er durch einen Brasilienurlaub zu Emanuela inspiriert worden sei. Nach Angaben von Warns war die Single bereits vorher auf einer Party getestet worden, mit dem Resultat, dass der Titel anfänglich für große Verwirrung gesorgt habe. Er selbst empfand das Stück als zu sperrig, da man sich erst einmal mit ihm anfreunden müsse. |

## Musikvideo
Das Musikvideo zu Emanuela wurde in Kapstadt (Südafrika) gedreht und feierte im Februar 2005 seine Premiere. Zu sehen sind die drei Fettes-Brot-Mitglieder als Teil eines Spielmannszuges. Dieser besteht nur aus Männern und wird von einer jungen Frau angeführt. Sie marschieren durch sämtliche Gebiete Kapstadts, angefangen von der Innenstadt, über Strände, Wälder und Sanddünen. Das Video endet in den Sanddünen, als ein Meteorit einschlägt und genau die drei Fettes-Brot-Mitglieder trifft. Während die drei auf dem Boden liegen, marschiert der Zug weiter. Der im Musikvideo zu sehende Spielmannszug sollte den Marschrhythmus der Musik unterstreichen. Die Uniformen, die im Video zu sehen sind, stammen von einem Zug aus Kapstadt. Die Gesamtlänge des Videos beträgt 3:29 Minuten. Regie führten Christopher Häring und Daniel Warwick.

## Mitwirkende
| Liedproduktion - Chris Gerlinger: Mastering - Daniel Kramer: Akkordeon, Harmonika, Orgel - Boris Lauterbach (König Boris): Arrangement, Gesang, Komponist, Liedtexter, Rap - DJ exel. Pauly: Arrangement - Sebi Professionell: Abmischung - Björn Warns (Björn Beton): Arrangement, Bass, Drum Programming, Gesang, Komponist, Liedtexter, Musikproduzent, Rap - Martin Vandreier (Dokter Renz): Arrangement, Gesang, Komponist, Liedtexter, Rap - Sven Waje: Spanische Gitarre Unternehmen - BIGFISH Filmproduktion: Filmproduzent (Musikvideo) - Fettes Brot Schallplatten: Musiklabel - Indigo: Vertrieb - Sterling Sound: Mastering | Artwork - Christopher Häring: Regisseur - Rain Kencana: Editor - Maria Kleinow: Editor - Felix Schlüter: Artwork (Cover) - Jan-Christoph Schultchen: Fotograf (Cover) - Daniel Warwick: Regisseur |

## Rezeption

### Rezensionen
Die deutschsprachige Musik-Webseite Plattentests.de beurteilte Emanuela mit folgenden Worten: „Ein netter Track mit gutem Groove und sinnfreiem Text, aber ausreichend abgehangen. Ganz so, wie man es von den netten Fischköppen erwarten konnte.“

### Auszeichnungen
Am 6. Oktober 2005 wurde Emanuela mit einem VIVA Comet in der Kategorie Bester Song ausgezeichnet. Im Dezember 2005 wurde die Single mit einer 1 Live Krone in der Kategorie Beste Single prämiert.

### Charts und Chartplatzierungen
Emanuela erreichte in Deutschland Position drei der Singlecharts und konnte sich insgesamt zehn Wochen in den Top 10 und 23 Wochen in den Charts halten. In Österreich erreichte die Single Position eins und konnte sich insgesamt vier Wochen an der Spitze, zwölf Wochen in den Top 10 und 27 Wochen in den Charts halten. In der Schweiz erreichte die Single in 20 Chartwochen Position 20 der Charts. Obwohl es das Lied nicht auf Position eins schaffte, war es trotzdem für einen Zeitraum von zwei Wochen das erfolgreichste deutschsprachige Lied in den deutschen Singlecharts. 2005 platzierte sich Emanuela in den deutschen Single-Jahrescharts auf Position elf sowie auf Position sechs in Österreich und Position 91 in der Schweiz.
Für Fettes Brot war dies bereits der 14. Charterfolg in Deutschland sowie der vierte in Österreich und der siebte in der Schweiz. Es ist ihr dritter Top-10-Erfolg in Deutschland und der erste in Österreich. Mit Emanuela erreichten Fettes Brot das erste und bislang einzige Mal die Spitzenposition in den offiziellen Single-Charts. In Deutschland konnte sich bisher heute keine Single höher in den Charts platzieren (Bettina, zieh dir bitte etwas an erreichte ebenfalls Höchstposition drei). In Österreich konnte sich bis heute keine Single höher und länger in den Charts platzieren.
| ChartsChartplatzierungen | Höchstplatzierung | Wochen |
| ------------------------ | ----------------- | ------ |
| Deutschland (GfK)        | 3 (23 Wo.)        | 23     |
| Österreich (Ö3)          | 1 (27 Wo.)        | 27     |
| Schweiz (IFPI)           | 20 (20 Wo.)       | 20     |

| ChartsJahrescharts (2005) | Platzierung |
| ------------------------- | ----------- |
| Deutschland (GfK)         | 11          |
| Österreich (Ö3)           | 6           |
| Schweiz (IFPI)            | 91          |

### Auszeichnungen für Musikverkäufe
2005 wurde Emanuela in Deutschland und Österreich jeweils mit einer Goldenen Schallplatte ausgezeichnet. Damit verkaufte sich die Single mindestens 165.000. In Deutschland zählt die Single mit über 150.000 verkauften Einheiten zu den meistverkauften Rapliedern seit 1975. In beiden Ländern war es die erste und bislang einzige Auszeichnung für eine Single von Fettes Brot.

| Land/Region        | Auszeichnungen für Musikverkäufe (Land/Region, Auszeichnung, Verkäufe) | Verkäufe |
| ------------------ | ---------------------------------------------------------------------- | -------- |
| Deutschland (BVMI) | Gold                                                                   | 150.000  |
| Österreich (IFPI)  | Gold                                                                   | 15.000   |
| Insgesamt          | 2× Gold ·                                                              | 165.000  |

## Coverversionen und Parodien
- 2005: Als Werder Bremen den Fußballspieler Patrick Owomoyela umwarb, wurde in Anlehnung an das Lied Emanuela von den Arminia-Bielefeld-Fans im Stadion ein Lasst die Finger von Owomoyela gesungen. Martin Vandreier interpretiert es als Ritterschlag für jeden Musikkünstler, wenn eines seiner Werke in einem Stadion gesungen wird.[23]
- 2006: Otto Waalkes, der deutsche Komiker, coverte das Stück in einer Liveversion unter dem Titel Lass die Finger von Hänsel und Gretel.[24]
- 2010: Zur Fussball-WM 2010 kursierte im Internet der Protestsong Lass die Finger von der Vuvuzela.[25]
- 2014: Peter Kraus, der deutsche Rock-’n’-Roll-Sänger, nahm das Stück für sein Coveralbum Zeitensprung auf.[26]
- 2014: Hämatom, die deutsche Thrash-Metal- und NDH-Band, nahm das Lied für ihr fünftes Studioalbum X auf.[24]